# Point d'intérêt (morphométrie)
Pour les articles homonymes, voir Point d'intérêt.

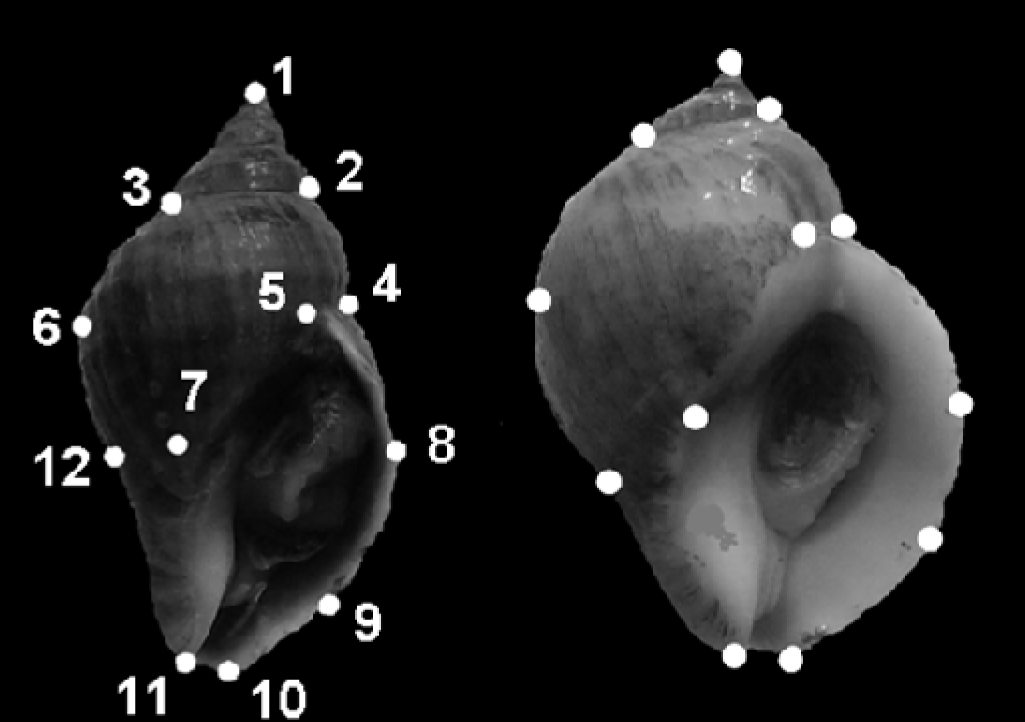
Points d'intérêt pour une analyse morphométrique d'un pourpre.

En morphométrie, un point d'intérêt (Landmark point en anglais) est un point d'un objet ou d'une forme dont la signification ou le positionnement reste cohérent au sein de la population d'objets étudiés. On distingue entre autres les points d'intérêts mathématiques et anatomiques. 
Des points d'intérêt mathématiques peuvent être un angle d'un polygone ou le milieu d'un segment. Un exemple de point d'intérêt anatomique est la jonction de deux os. Ces derniers sont généralement placés par des experts.